# Fritz Moravec
Fritz Moravec (Favoriten, Viena, 27 d'abril de 1922 – Viena, 17 de març de 1997) va ser un alpinista i escriptor austríac. És conegut per les nombroses expedicions que va fer a la gran serralada del Karakoram, i sobretot per haver participat en la primera ascensió al Gasherbrum II (8.034 m). Moravec fou el fundador de l'escola de muntanya de Glockner-Kaprun.
Nascut al districte 10 de Viena el 1922, estudià enginyeria mecànica a la Universitat Tècnica de Viena. L'amor per la muntanya li va transmetre el seu pare, que havia servit com a guia de muntanya militar als Dolomites durant la Primera Guerra Mundial. El 1942, durant la Segona Guerra Mundial, Moravec serví en una unitat de muntanya al Caucas.
En finalitzar la guerra i tornar a casa, el 1946, recuperà els estudis de psicologia i educació, per acabar esdevenint mestre d'escola. Alhora, passava el seu temps lliure amb grups de joves a les muntanyes, on impartia cursos d'escalada. Moravec s'especialitzà en escalada en gel. A partir de 1950 va començar a escalar als Alps Occidentals, i el 1954 va escalar per primera vegada a l'Himàlaia al Saipal.
El 7 de juliol de 1956, junt amb Josef Larch i Hans Willenpart, va ascendir el Gasherbrum II, en el que era la primera ascensió d'aquest vuit mil. En els següents anys va participar en nombroses expedicions a Spitsbergen, Dhaulagiri o l'Àfrica.
El 1959 Moravec va dirigir una expedició austríaca al Dhaulagiri que hagué de fer marxa enrere a 300 metres del cim per les males condicions. Tot i no fer el cim, aquesta expedició va preparar i identificar la ruta per l'aresta nord-est que seria utilitzada per l'expedició suïssa l'any següent.
El 1962 se li proposà participar en una expedició neerlandesa a l'Himàlaia, però també construir una escola d'escalada. Moravec escollí el segon projecte, i va fundar l'escola de muntanyisme Glockner-Kaprun, on es va mantenir al capdavant durant trenta anys.
Moravec va morir el 17 de març de 1997 a Viena i fou enterrat al cementiri Hietzinger.

## Publicacions
- Weiße Berge: schwarze Menschen, 1958
- Dhaulagiri: Berg ohne Gnade, 1960
- Gefahren und Gefährten, 1961

## Premis
- Karl Renner Prize, entregat el 13 de desembre de 1956[2]